# George Observatory
El George Observatory és un observatori astronòmic situat al parc estatal Brazos Bend Park, a Needville, Texas. Consta de tres telescopis amb cúpula, amb obertures de 35.56, 45.72 i 91.44 centímetres (14, 18 i 36 polzades, respectivament). El més gran, batejat com a Gueymard Research Telescope, es tracta d'un dels telescopis oberts al públic general més grans dels Estats Units. El George Observatory es tracta d'una instal·lació satèl·lit del Houston Museum of Natural Science, i està enfocat sobretot al gran públic, amb exposicions i tallers dirigits a escoles.